# Helvag
Die Helvag AG war die Muttergesellschaft einiger Anlagegesellschaften, die zwischen 1997 und 2001 bei 700 Anlegern, nach anderen Angaben sogar 1400 Anlegern, aus Deutschland, Luxemburg, Holland, Tschechien, Polen und Ungarn einen Schaden von 20 Millionen Euro verursacht haben soll.

## Aufbau
Die Helvag AG hatte vier Tochtergesellschaften:
- Helvag AG Deutschland (Schweinfurt): Kauf, Erschließung, Bau und Verpachtung von Outback Steakhouse-Restaurants Deutschland
- Helvag Ag Luxembourg (Luxemburg): Kauf, Erschließung, Bau und Verpachtung von Gewerbegrundstücken international
- EWD AG Luxembourg (Luxemburg): Einkauf, Service und sonstige Dienstleistungen im Restaurantbetrieb
- A.K. GmbH (Würzburg): Betrieb von System-Gastronomie-Restaurants

## Geschäftstätigkeit
Die Gesellschaft investierte angeblich den größten Teil ihres Vermögens in den Aufbau einer amerikanischen System-Gastronomiekette in Deutschland. Dies sollte über ihre Tochtergesellschaft A.K. Gaststättenbetriebs GmbH, die Franchiserechte zum Aufbau und Betrieb von Outback Steakhouse Restaurants in Deutschland besaß, und über diverse Immobiliengesellschaften erfolgen. Die von den Immobiliengesellschaften gehaltenen Immobilien sollten an regionale Betreibergesellschaften verpachtet werden.
Die Outback Steakhouse, Inc. gab über ihre 80%ige Tochtergesellschaft Outback Steakhouse International, L.P. die Erlaubnis für zwei Franchise-Restaurants im Dezember 1997 und für ein drittes Restaurant im Dezember 1999. In Werbeprospekten wurde trotzdem angekündigt, man wolle 60 Restaurants in Deutschland eröffnen. Das erste Steakhouse wurde im August 1999 in Spich, das zweite im September 1999 in Oberkassel eröffnet. Das dritte Steakhaus wurde im Mainfrankenpark in Dettelbach eröffnet. Im August 2000 teilte die Outback International mit, dass keine weiteren Genehmigungen mehr erteilt würden. Im April 2001 wurden die drei bereits gewährten Genehmigungen zurückgezogen, da die Helvag ihren Verpflichtungen nicht mehr nachkam. Da es der Helvag nicht gelang, die Restaurants an einen Dritten zu verkaufen, stellten diese ihren Betrieb im Juli 2001 ein.
Anleger konnten sich mit Anteilen ab 1500 € an der HELVAG Immo AG beteiligen. Auf die Einlage wurde eine Verzinsung von 12,6 % prognostiziert.

## Prozess
Im Oktober 2002 begann der Prozess gegen insgesamt neun Angeklagte vor dem Landgericht Würzburg. Zunächst wurden die Helvag-Geschäftsführer und zwei weitere Personen angeklagt.
Einer der Angeklagten wurde nach einem Geständnis zu fünf Jahren und elf Monaten Freiheitsstrafe verurteilt. Ein weiterer Angeklagter wurde wegen gemeinschaftlichen Betrugs zu vier Jahren und fünf  Monaten Freiheitsstrafe verurteilt.